# Сиеви
Си́еви (фин. Sievi) — община в Финляндии, в юго-западной части провинции Северная Остроботния. Площадь общины — 800,88 км².

## Население
По данным на 2012 год население Сиеви составляет 5279 человек. Плотность населения — 6,73 чел/км². Официальный язык — финский, родной для 98,7 % населения. 0,2 % населения общины считают родным шведский язык и ещё 0,9 % — другие языки. Доля лиц в возрасте младше 18 лет — 27,7 %; лиц старше 65 лет — 14,2 %.

## Населённые пункты
На территории общины расположены следующие деревни: Йокикюля, Юринки, Киискикя, Кирконкюля, Куконкюля, Ярвикюля, Леппяля, Сиевинкюля.

## Расстояния до крупных городов
- Хельсинки — 496 км
- Рованиеми — 357 км
- Оулу — 150 км
- Коккола — 72 км
- Нивала — 26 км
- Юливиеска — 22 км